# Uniejów
Uniejów és una petita ciutat balneari polonesa del comtat de Poddębice al voivodat de Łódź. És la seu del govern local de Gmina Uniejów.

## Història
La història de la ciutat es remunta als primers anys de l'estat polonès. Esmentada amb el nom d'Uneievo en una butlla papal feta el 1136 per Innocenci II, Uniejów és una de les ciutats més antigues de Polònia. En aquella època pertanyia als arquebisbes de Gniezno, i va rebre la carta de ciutat molt probablement abans del 1290. El primer arquebisbe que residia principalment a Uniejów va ser Bogumilus al segle XII. A finals del segle XIII, l'arquebisbe Jakub Świnka va fundar l'Església de l'Esperit Sant i un hospital. El 1331 la ciutat va ser cremada per cavallers teutons. La ciutat va ser reconstruïda i, a finals del segle XIV-principis del XV, va ser un centre local de comerç. Durant segles, Uniejów va gaudir de diversos privilegis, que li varen concedir els arquebisbes de Gniezno. El 1360–1365, s'hi va construir un castell defensiu. Va esdevenir una de les residències dels arquebisbes, pel que s'hi celebraren diversos concilis. El primer sínode de l'església catòlica polonesa es va celebrar a Uniejów l'any 1376. El 1520, l'arquebisbe i primat de Polònia Jan Łaski van fusionar la Ciutat Vella, la Ciutat Nova i els suburbis en una sola entitat. Al segle XVI la ciutat va perdre importància després que els primats de Polònia construïssin noves residències a Łowicz i Skierniewice.
Com moltes ciutats poloneses, Uniejów va decaure després de la invasió sueca de Polònia a mitjans del segle XVII. El castell va ser saquejat i la ciutat cremada. També va patir dos grans incendis, el 1736 i el 1790, i després del Congrés de Viena de 1815, la ciutat va passar a formar part del Tsarat de Polònia controlat per l'Imperi Rus, on va romandre fins a la Primera Guerra Mundial. El 1836, Uniejów va ser concedida al general tsarista Karl Wilhelm von Toll. L'octubre de 1863 va ser el lloc de l'enfrontament entre els insurgents polonesos i les tropes russes. Com a represàlia li fou treta la carta de ciutat el 1870. El 1919 Uniejów va adquirir de nou la categoria de ciutat després que Polònia recuperés la independència el 1918.

## Complex termal
L'explotació de l'aigua termal s'utilitza en balneoteràpia des de la dècada de 1990. Les opinions positives dels usuaris del bany termal, el potencial natural i paisatgístic del municipi, els seus valors turístics i recreatius van impulsar les autoritats locals a sol·licitar la condició de ciutat balneari.
Parc Termal Uniejów consta d'un seguit de piscines termals tant interiors com exteriors. La temperatura de l'aigua és de 33 °C a l'estiu i de 35 °C a l'hivern. Els edificis s'escalfen completament amb energia geotèrmica. El parc termal va ser guardonat en el prestigiós concurs "Les set meravelles de Polònia" organitzat pel National Geographic Traveler (edició polonesa).

## Llocs d'interès
- Castell d'Uniejów i parc del castell. Va ser construït entre 1360-1365 al lloc d'una antiga fortalesa de fusta, destruïda després d'una incursió teutona el 1331. L'iniciador de la construcció del castell va ser l'arquebisbe de Gniezno Jarosław Bogoria Skotnicki, un dels associats més propers al rei Casimir III. L'edifici va ser molt ampliat i modernitzat entre 1525-1534 al perdre la seva funció defensiva. El 1836 va ser adquirit per la família estoniana Toll que va reconstruir el castell amb un estil arquitectònic clàssic.[6]
- Col·legiata de l'Assumpció de la Santíssima Mare de Déu d'Uniejów. Edifici gòtic del segle XIV, fundada per l'arquebisbe de Gniezno Bogoria Skotnicki.[7] El major valor històric de l'església són el presbiteri gòtic del segle XIV i els altars laterals del segle XVII. A la capella dels beats s'hi troba el sarcòfag de l'arquebisbe Bogumilus fet de bronze el 1667 a Gdańsk.[8]

## Galeria

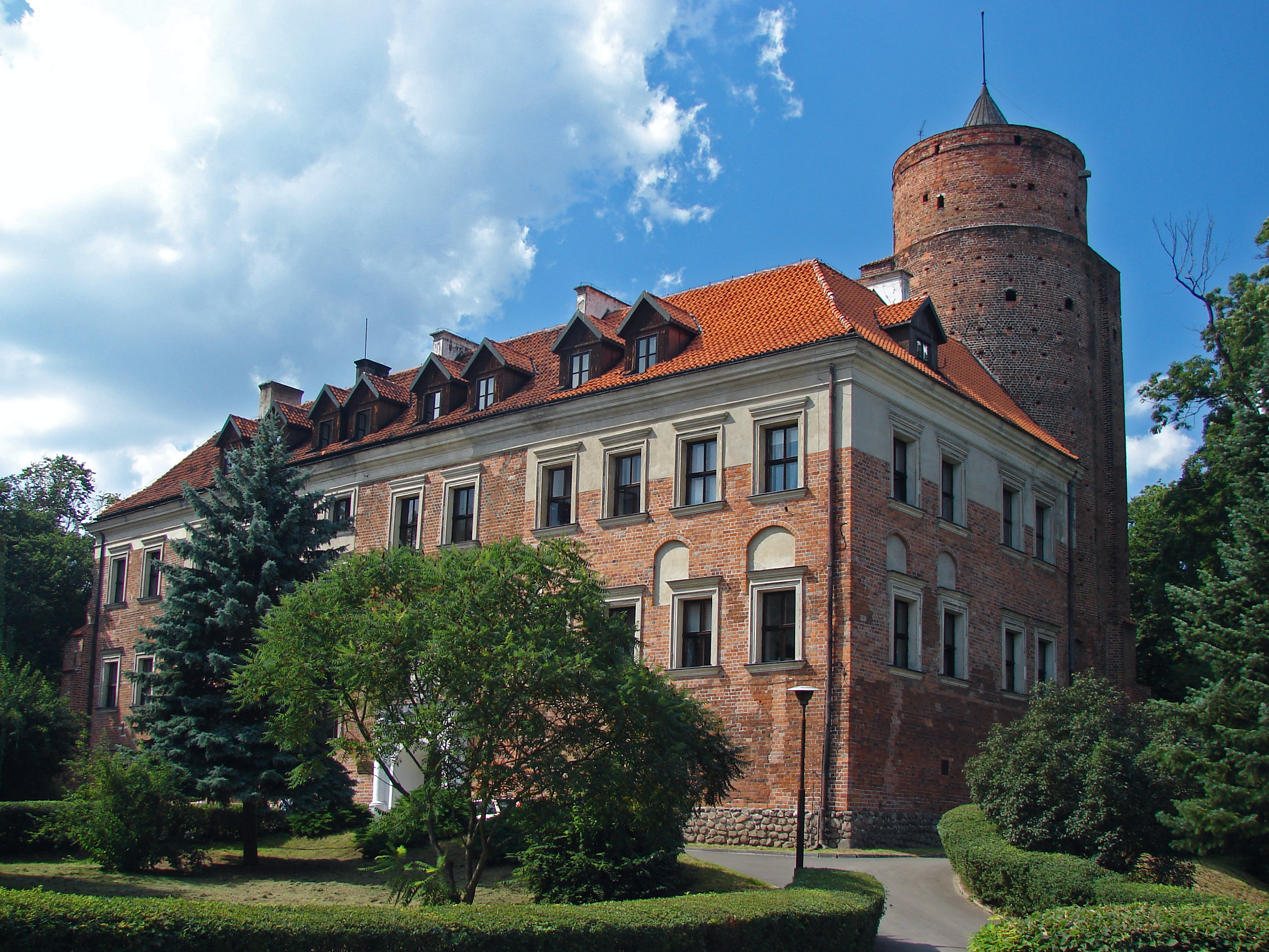
Castell d'Uniejów.
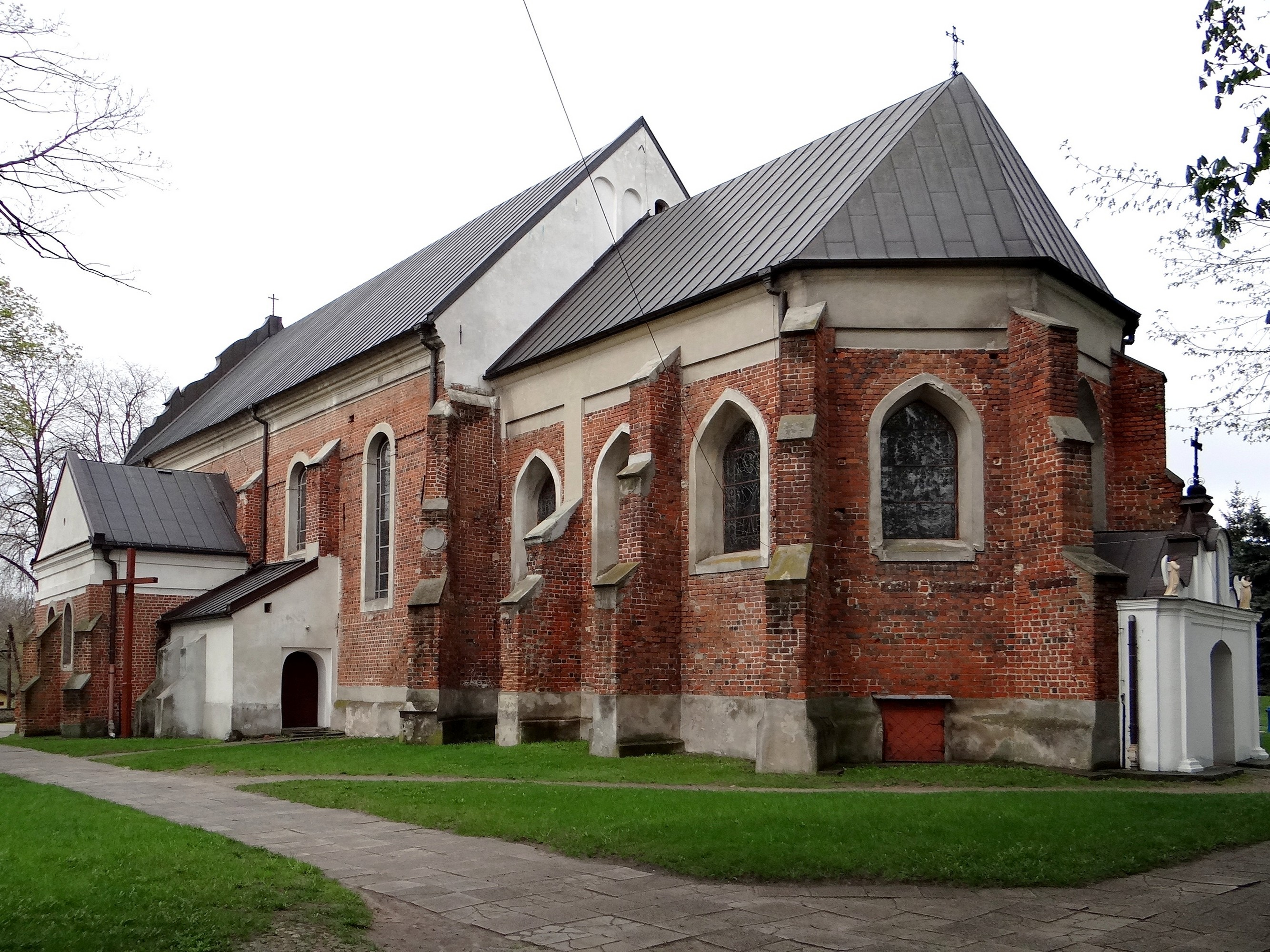
Col·legiata de l'Assumpció de la Santíssima Mare de Déu d'Uniejów.